# Midtlivskrise
|  | Spekulativ artikel Bemærk at denne artikel er præget af spekulationer og bør omskrives, så fakta er understøttet af verificerbare kilder. |

Midtlivskrisen eller Midtvejskrisen er sandsynligvis først opdaget af Carl Gustav Jung der kaldte Midtlivskrisen for Lebenswende. Krisen er beskrevet i litteraturen og her samler vi op på krisens start, forløb, kendetegn, formål og afslutning. Midtvejskrisen bliver stadig diskuteret som en myte, hvilket understøttes af at der endnu ikke er foretaget officielle empiriske undersøgelser på området.  

## Krisens kendetegn
Midtlivskrisen er beskrevet af Jim Conway, som en af de dybeste kriser der kan opstå i et menneskes liv. I starten viser den sig som usikkerhed på, om man er det rigtige sted i sit liv. Det er ofte de to store livsområder karriere og parforhold, der bliver sat spørgsmålstegn ved. 
1. Usikkerhed.
2. Panik.
3. Angst.
4. Lavt selvværd.
5. Depression.
6. Opgør - forsøg med ny livsstil.

## Hvornår sætter krisen ind.
C.G. Jung mener at krisen sætter ind ved 35-40 års alderen. Daniel Levinson (Yale) siger, at for mænd sætter krisen ind ved 30-45 års alderen. Gail Sheehy skriver ligeledes i sin bog Passages, at det sker i 30-45 års alderen. Conway & Conway skriver i deres bøger Women in Midlife Crisis og Men in Midlife Crisis, at for ufaglærte sker det i 35-55 års alderen og for faglærte sker det i 40-65 års alderen. For kvinder ligger det sidst i trediverne til først i fyrrene. Conway & Conway beskriver, at deres erfaringer viser at kvinder gennemsnitlig bliver ramt omkring 39 års alderen. 
Den Integrale teori (Martin Ucik) peger på at midtvejskrisen sætter ind ved ca. 35 årsalderen for kvinders vedkommende og ved ca. 42 års alderen for mænd og kendetegner en større overgang fra en livsfase til den næste.

## Krisens forløb og udvikling.
Større ændringer i menneskers livsforløb fører ofte krise med sig. I såkaldte primitive samfund har man benyttet sig af ritualer, som støtter i disse overgange. Krisen starter oftest som en utilfredshed og en trang til at ændre på sit livsforløb, eller når der sker et tab af familie, venner, arbejdsevne, børn flytter hjemmefra, økonomi etc. Personen begynder at stille spørgsmål ved egne værdier og mål. 
At flytte sin identitet fra en gamle livsfase til en ny, kan være forbundet med smerte, fordi gamle adfærdsmønstre hænger fast. Det skaber konflikt mellem det gamle sikre mønster og det nye ukendte.
Krisen kan vare fra få måneder til mange år og den er ofte blevet beskrevet med disse ord: Det er træls at bruge et halvt liv på at kravle op ad en stige i et forsøg på at komme over muren, blot for at opdage at det er den forkerte stige man står på. Det kan føles som en lang mørk tunnel hvor lyset forude er et modkørende tog.
Jim Conway uddyber det normale forløb, hvor man kan opholde sig kortere eller længere tid i hver fase og som svarer til Kubler-Ross' fem sorgfaser:
1. Fornægtelse. I denne fase vil den der er i krise opfatte andre nærtstående personer - primært ægtefællen, som de der er i krise. Personen vil ikke se sig selv som den der er i krise. Personen er ikke i stand til at acceptere at han/hun ikke længere er ung, smuk, succesfuld, rig etc.
2. Vrede. Fase 2 kan byde på en voldsom vrede, gerne rettet mod omgivelserne. Vreden kan skyldes at man føler sig under pres for at skulle indrømme noget man ikke er klar til. Det kan også skyldes at man er ved at opdage at man indtil nu har spildt sit liv.
3. Genudlevelse. Et forsøg på at indhente det der ikke er opnået i livet. Køb af nye ting, omlæggelse af livsstil, utroskab - gerne med en 20 år yngre model og misbrug.
4. Depression. De forudgående trin har ikke virket, derfor kommer depressionen.
5. Tilbagetrukkethed. Er en naturlig del af depressionsfasen, hvor der foregår en dybere bearbejdning.
6. Accept. Klienten ankommer til nuet og virkeligheden.

## Relaterede ressourcer for mænd.
1. Bogen Den Maskuline Mand af David Deida (eng. titel: The Superior Man).
2. Bogen Men in Midtlife Crisis af Jim Conway[2]
3. Den Integrale model der beskriver livsfaserne - [3] [4][5].

## Relaterede ressourcer for Kvinder.
1. Bogen Women in Midlife Crisis af Sally Conway.